# Macalester College
Macalester College ist ein College der freien Künste, das 1874 in St. Paul, Minnesota gegründet wurde. Macalester ist insbesondere auf dem Gebiet der Kulturwissenschaften international anerkannt. An ihr lehren und forschen 216 Professoren. Es gibt um 1.800 Studierende, davon sind etwa 20 % internationale Studenten. Prominente Alumni des Macalester Colleges sind u. a. Kofi Annan, Walter Mondale, Tim O’Brien, Ari Emanuel, Olli Rehn, Alexander Wendt und Peter Berg. Benannt ist Macalester nach Charles Macalester II (1798–1873), einem Geschäftsmann und presbyterianischen Wohltäter, der einen Großteil seines Vermögens der Schule vermachte.

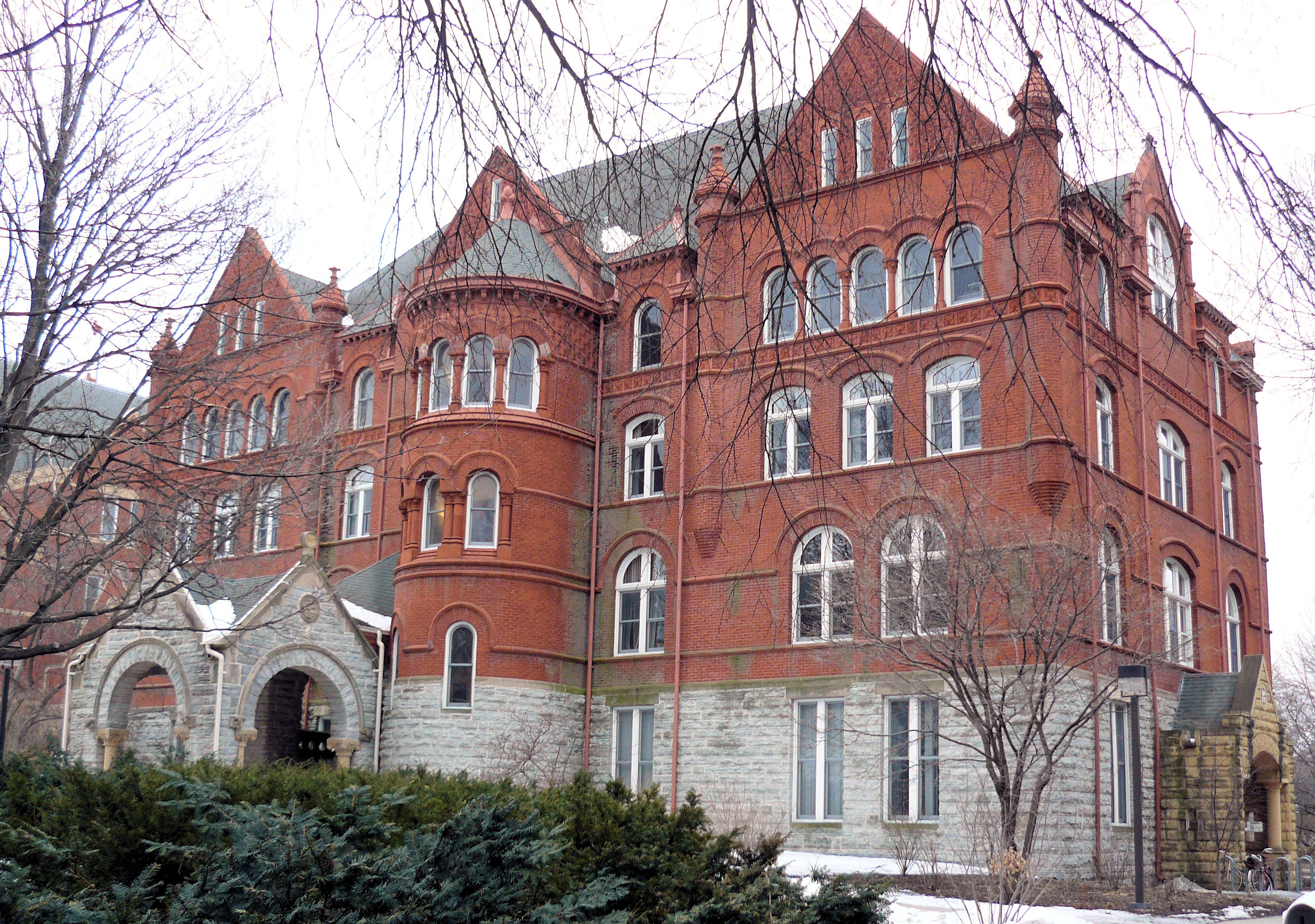
Old Main

In den College Rankings der US-amerikanischen Presse erreicht Macalester oft Spitzenränge und gilt als einer der Hidden Ivies, d. h. Hochschulen, die dem Prestige und den Anforderungen einer Ivy League Elite Schule entsprechen.
Der Mount Macalester in der Antarktis ist nach dem College benannt.
1943 bis 1944 war Hubert H. Humphrey (1911–1978), von 1965 bis 1969 unter Lyndon B. Johnson der 38. Vizepräsident der Vereinigten Staaten, dort Professor für Politikwissenschaften.